# 2.º Regimiento Antiaéreo (motorizado mixto)
El 2.º Regimiento Antiaéreo (motorizado mixto) (Flak-Regiment 2 (gemischte Motorisierte)) fue una unidad de la Luftwaffe durante la Segunda Guerra Mundial.

## Historia
Fue formado en Stettin el 1 de abril de 1935 por el 2.º Batallón Antiaéreo (Heer (Wehrmacht)), con 1. - 5 Baterías Del 1 de abril de 1935 al 1 de noviembre de 1935, se utilizó la designación de Batallón Móvil Stettin para encubrirlo. El 1 de abril de 1937 fue reasignado al I./Regimiento Antiaéreo de Instrucción (I./Flak-Lehr-Regiment).
Reformado el 1 de noviembre de 1943 en el Grupo de Ejércitos Norte a partir del IV./9.º Regimiento de Artillería de la Fuerza Aérea (5 baterías).

## Servicios
- octubre de 1935 - abril de 1937: en Höh.Kdr.d.Flakart. en el II Distrito Aéreo.
- 1 de enero de 1944: en el norte de Rusia, de la 2.ª División Antiaérea (182.º Regimiento Antiaéreo).
- 1 de febrero de 1944: bajo la 2.ª División Antiaérea (182.º Regimiento Antiaéreo).
- 1 de marzo de 1944: bajo la 2.ª División Antiaérea (182.º Regimiento Antiaéreo).
- 1 de abril de 1944: bajo la 2.ª División Antiaérea (182.º Regimiento Antiaéreo).
- 1 de mayo de 1944: bajo la 2.ª División Antiaérea (41.º Regimiento Antiaéreo).
- 1 de junio de 1944: bajo la 2.ª División Antiaérea (41.º Regimiento Antiaéreo).
- 1 de julio de 1944: bajo 2.ª División Antiaérea (41.º Regimiento Antiaéreo).
- 1 de agosto de 1944: bajo la 2.ª División Antiaérea (164.º Regimiento Antiaéreo).
- 1 de septiembre de 1944: directamente bajo la 2.ª División Antiaérea (excepto 2./2, que se adjunta al 6.º Regimiento Antiaéreo).
- 1 de octubre de 1944: directamente bajo la 2.ª División Antiaérea (excepto 2./2, que se adjunta al 6.º Regimiento Antiaéreo).
- 1944: en Curlandia.
- 1 de noviembre de 1944: bajo la 6.ª División Antiaérea (164.º Regimiento Antiaéreo).
- 1 de diciembre de 1944: bajo la 6.ª División Antiaérea (164.º Regimiento Antiaéreo) (excepto el 1./2, que se adjunta al 116.º Regimiento Antiaéreo).
- 1945: en Heiligenbeil